# Finlands administrativa indelning
Finlands administrativa indelning är idag baserad på 19 landskap. Därinunder finns 310 kommuner.

## Landskap
Finland har 19 landskap. Det är 18 landskap på fastlandet + Åland. De bygger i stort sett på de historiska finländska landskapen. Landskapen administreras av landskapsförbund, vilka motsvarar Sveriges landsting.
Regeringen Sipilä (2015̣–2019) hade som ett centralt mål att i samband med social- och hälsovårdsreformen minska[källa behövs] antalet landskap, införa landskapsval och låta landskapen ta över social- och hälsovården från kommuner och samkommuner och  många funktioner från nuvarande regionförvaltningsverk och närings-, trafik- och miljöcentraler. Båda reformerna fick i den form de föreslogs massiv kritik och förföll då förslagen upprepade gånger konstaterats strida mot grundlagen och riksdag och regering inte hann göra de ändringar som hade behövts innan riksdagsvalet 2019.

## Regionförvaltningsverk
Sedan 2009 sköts vissa statliga myndighetsuppgifter uppdelat på sex regionförvaltningsverk (och en särskild myndighet för Åland). Dessa ersätter delvis de tidigare länsstyrelserna. Andra statliga myndigheter kan ha andra indelningar.

## Ekonomiska regioner
Sedan 1994 delas Finland också upp i ekonomiska regioner, som är fler än dagens landskap. 2011 var de 70 till antalet.

## Kommuner
2020 var Finland indelat i 310 kommuner, vilket är den lägsta administrativa enheten i Finland.